# کا شاه‌تخته
کا شاه‌تخته یک ستاره است که در صورت فلکی شاه‌تخته قرار دارد.